# آب اسلایس
آب اسلایس (هلندی: Ab Sluis؛ زادهٔ ۲۶ نوامبر ۱۹۳۷) دوچرخه‌سوار اهل هلند است.